# Медянка (Пермский край)
Медянка — село в составе Ординского муниципального округа в Пермском крае.
В давние времена в селе находилась станции Медянская Бирского тракта.

## Географическое положение
Село расположено в южной части округа на расстоянии примерно 24 километра по прямой на юг от села Орда.

## Климат
Климат континентальный, с продолжительной холодной и многоснежной зимой и сравнительно коротким, теплым летом. Самым холодным месяцем в году является январь со средней месячной температурой воздуха -17,3°С, самым теплым — июль со средней месячной температурой +24,8°С. Образование устойчивого снежного покрова происходит в среднем во второй декаде ноября, продолжительность снежного покрова — 170 дней. Средняя из наибольших декадных высот снежного покрова за зиму составляет 59 см. Нормативная глубина сезонного промерзания грунтов в зависимости от вида грунта составляет от 68 до 76 см. Разрушение устойчивого снежного покрова происходит в конце второй декады апреля. Годовая сумма осадков составляет в среднем 470 — 500 мм. Продолжительность вегетационного периода составляет 160 дней.

## История
Село известно с 1696 года как деревня, со следующего года упоминалось уже как село Никольское, а чуть позже погостом Медянка (название по местной речке).  По данным местных краеведов, Медянка возникла в 1661 году, название же перешло от родины первопоселенцев села Медянка Вятской губернии. В 1708 году Медянский погост был сожжен башкирами, после подавления башкирского бунта (восстания) центр села был обнесен деревянным острогом, который существовал до 1780-х годов. 
В Списке населенных мест Пермской губернии от 1869 г. село Медянское Осинского уезда (№ 3954) значится при речке Медянке, расстояние от уездн. города — 115 верст, от станов. кварт. — 70 верст, в ней 260 дворов, 660 жителей м.п., 909 жителей ж.п. В селе одна православная церковь, волостное правление, приходское училище, почтовая станция.
В Медянке был свой приход — Церковь Николая Чудотворца. В 1933 г. была закрыта, колокольня разрушена, здание использовалось как склад. 
В советское время существовали колхозы «Красный Партизан» и имени Ленина. 
До мая 2019 года село было центром Медянского сельского поселения Ординского района, после упразднения которых входит непосредственно в состав Ординского муниципального округа.

## Население
Постоянное население составляло 963 человека в 2002 году (91% русские), 934 человека в 2010 году.   

## Инфраструктура
Колхоз имени Ленина, отделение почтовой связи, участковая больница, средняя и начальная школы, детсад, дом культуры, сельская библиотека.